# 296638 Sergeibelov
296638 Sergeibelov este un asteroid din centura principală de asteroizi.

## Descriere
296638 Sergeibelov este un asteroid din centura principală de asteroizi. A fost descoperit pe 23 septembrie 2009 la Zelenchukskaya Station de Timur V. Kryachko. Asteroidul prezintă o orbită caracterizată de o semiaxă mare de 3,14 ua, o excentricitate de 0,09 și o înclinație de 11,0° în raport cu ecliptica.